# Lyncornis
Lyncornis is een geslacht van vogels uit de familie van de nachtzwaluwen (Caprimulgidae). De wetenschappelijke naam van het geslacht is voor het eerst geldig gepubliceerd in 1838 door John Gould. Lyncornis is een afsplitsing van het geslacht Eurostopodus.

## Soorten
De volgende soorten zijn bij het geslacht ingedeeld:
- Lyncornis macrotis – Grote nachtzwaluw
- Lyncornis temminckii – Temmincks nachtzwaluw